# Manuel Antonio Cange
Manuel Antonio Cange   (Luanda, 25 de desembre de 1984), anomenat Locó, és un exfutbolista angolès de la dècada de 2000.
Fou internacional amb la selecció de futbol d'Angola.
Pel que fa a clubs, destacà a Primeiro de Agosto i Petro Atlético.

## Partits internacionals
| Selecció de futbol d'Angola | Selecció de futbol d'Angola | Selecció de futbol d'Angola |
| Any                         | Partits                     | Gols                        |
| --------------------------- | --------------------------- | --------------------------- |
| 2003                        | 1                           | 0                           |
| 2005                        | 5                           | 0                           |
| 2006                        | 14                          | 1                           |
| 2007                        | 9                           | 0                           |
| 2008                        | 8                           | 1                           |
| 2009                        | 3                           | 0                           |
| Total                       | 40                          | 2                           |